# Хварно

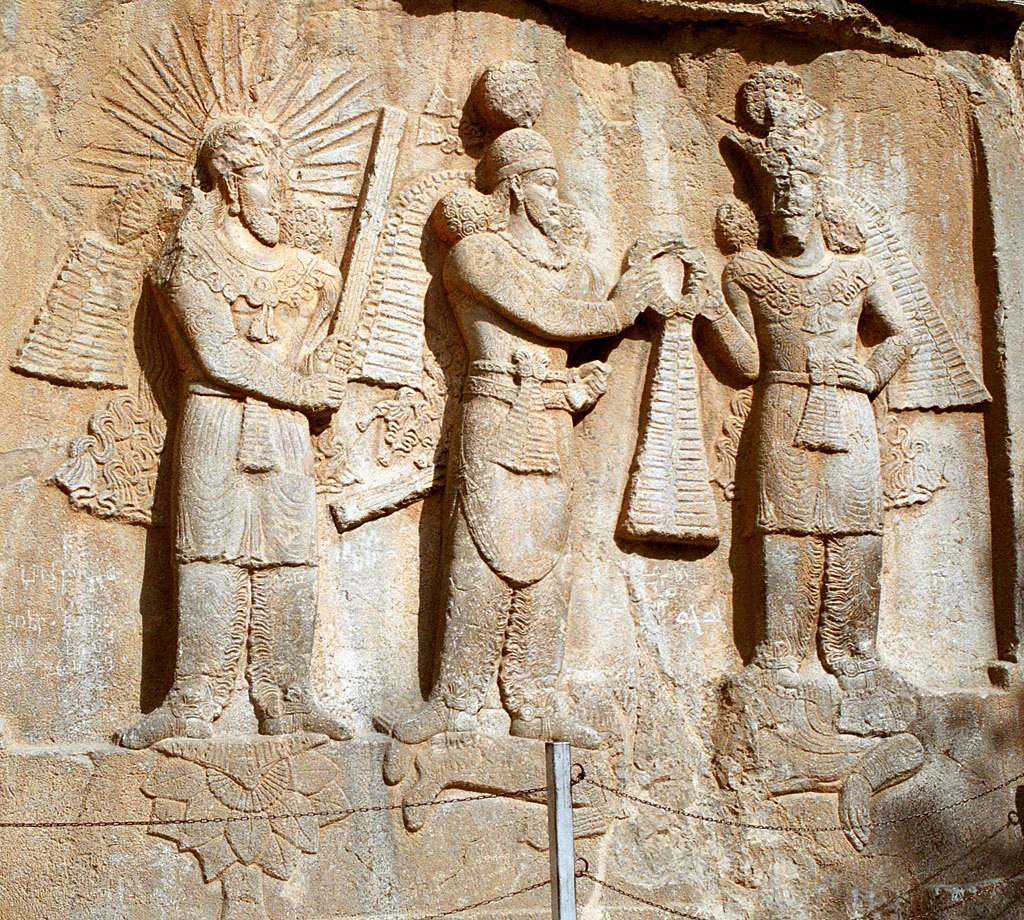
Мітра з німбом, що представляє Хварно

Хварно — абстрактне божество в давньоарійській (індоєвропейській) міфології, пов'язане з вогнем, світлом, сяянням та теплом. Це протоавестійське слово для позначення сутності, яка буквально означає «славу» або «пишноту», але розуміється як божественна містична сила, що проєктується на призначених і допомагає їм. Крім того, означає «(божественну) королівську славу», відображаючи божественне благословення на повноваження монарха. Термін також має вторинне значення «(доброї) долі», «щастя»; ті, хто володіє ним, здатні виконати свою місію або функцію.
У скито-сарматській міфілогії означало «мир, щастя, достаток, удачу».

## Історія
Це божество сприймається як матеріальне втілення сили Сонця, божественного вогню, божественна сутність, що приносить благословення, добробут, владу і могутність. Часто Хварно виступає і як абстрактна сакральна блага ідея, і як конкретний матеріальний символ, божественний персонаж. Відомі звернення до «Хварна» всесвіту з проханням дарування щастя. Іноді виступає як добрий дух — охоронець домівки. У деяких випадках розуміється як щастя, доля, тобто можна порівняти з аналогічними богами грецької та римської міфології — Тихе чи Фортуна.
У міфах та переказах пов'язується з образами тварин та птахів. Зокрема, часто представлявся у вигляді сокола Варагна, тому вважалося, що амулети з пташиного пір'я здатні приносити успіх і захищати його власника як у цьому світі, так і в потойбіччі. У сарматів і скіфів виступав у виді газелі або оленя. Зображення цих символів на одязі людини найчастіше свідчило про належність його до царського роду.
Хварно часто постає як символ монаршої влади, спадкової благословенної династії, рятівна благодать долі короля. Можливо, що більш рання шумерська концепція вплинула на пізнішу зороастрійську. Також може бути аспектом індоєвропейської культурної спадщини, та має паралель в індійських tejas, в яких царство так само асоціюється з яскравим блиском і силою світла й вогню.